# Hypodoxa erebata
Hypodoxa erebata là một loài bướm đêm trong họ Geometridae.